# Welver
Welver è un comune di 11 752 abitanti della Renania Settentrionale-Vestfalia, in Germania.
Appartiene al distretto governativo (Regierungsezirk) di Arnsberg e al circondario (Kreis) di Soest (targa SO).